# مروث سريع
مروث سريع (الاسم العلمي: Coprinus velox) هو نوع من الفطريات يتبع جنس المروث من الفصيلة المروثية.